# 1117
| Calendário gregoriano                                                        | 1117 MCXVII                                           |
| Ab urbe condita                                                              | 1870                                                  |
| Calendário arménio                                                           | 566 – 567                                             |
| Calendário bahá'í                                                            | -727 – -726                                           |
| Calendário budista                                                           | 1661                                                  |
| Calendário chinês                                                            | 3813 – 3814 Início a 5 de fevereiro (aproximadamente) |
| Calendário copta                                                             | 833 – 834                                             |
| Calendário etíope                                                            | 1109 – 1110                                           |
| Calendários hindus - Vikram Samvat - Calendário nacional indiano - Cáli Iuga | 1172 – 1173 1038 – 1039 4217 – 4218                   |
| Calendário Holoceno                                                          | 11117                                                 |
| Calendário islâmico                                                          | 510 – 512                                             |
| Calendário judaico                                                           | 4877 – 4878                                           |
| Calendário persa                                                             | 495 – 496                                             |
| Calendário rúnico                                                            | 1367                                                  |
| Calendário solar tailandês                                                   | 1660                                                  |

1117 (MCXVII, na numeração romana) foi um ano comum do século XII do Calendário Juliano, da Era de Cristo, e a sua letra dominical foi G (52 semanas), teve início numa segunda-feira e terminou também numa segunda-feira.
No território que viria a ser o reino de Portugal estava em vigor a Era de César que já contava 1155 anos.
| Ano completo                         |
| ------------------------------------ |
| Ano comum com início à segunda-feira |

## Eventos
- 22 de junho - "O rei Ali ibne Iúçufe (emir almorávida) cercou Coimbra e aí esteve durante três semanas."[1]
- Uma invasão almorávida ameaçou gravemente Coimbra e os seus domínios. Os mouros forçaram os habitantes do Castelo de Soure, que defendia a cidade pelo sul, a abandonar o lugar, tomaram Miranda do Corvo e o Castelo de Santa Eulália, a jusante de Montemor-o-Velho.
- D. Teresa começa a usar nos documentos o título de "rainha".